# La ribellione degli impiccati
La ribellione degli impiccati, anche conosciuto con il titolo I ribelli, è un romanzo dell'autore B. Traven, pubblicato per la prima volta nel 1936. Ambientato in Messico, durante gli ultimi anni della dittatura di Porfirio Díaz, narra della ribellione dei lavoratori di una monteria contro i propri padroni. 
Si tratta del quinto romanzo del Ciclo della Caoba.

## Adattamento cinematografico
Da questo romanzo nel 1954 è stato tratto il film La ribellione degli impiccati di Emilio Fernández e Alfredo B. Crevenna.

## Edizioni Italiane
- La rivolta degli appesi (Die Rebellion der Gehenkten), Treviso, WoM Edizioni, 2022 traduzione di Debora Barattin [1]